# Hiltl-Haus

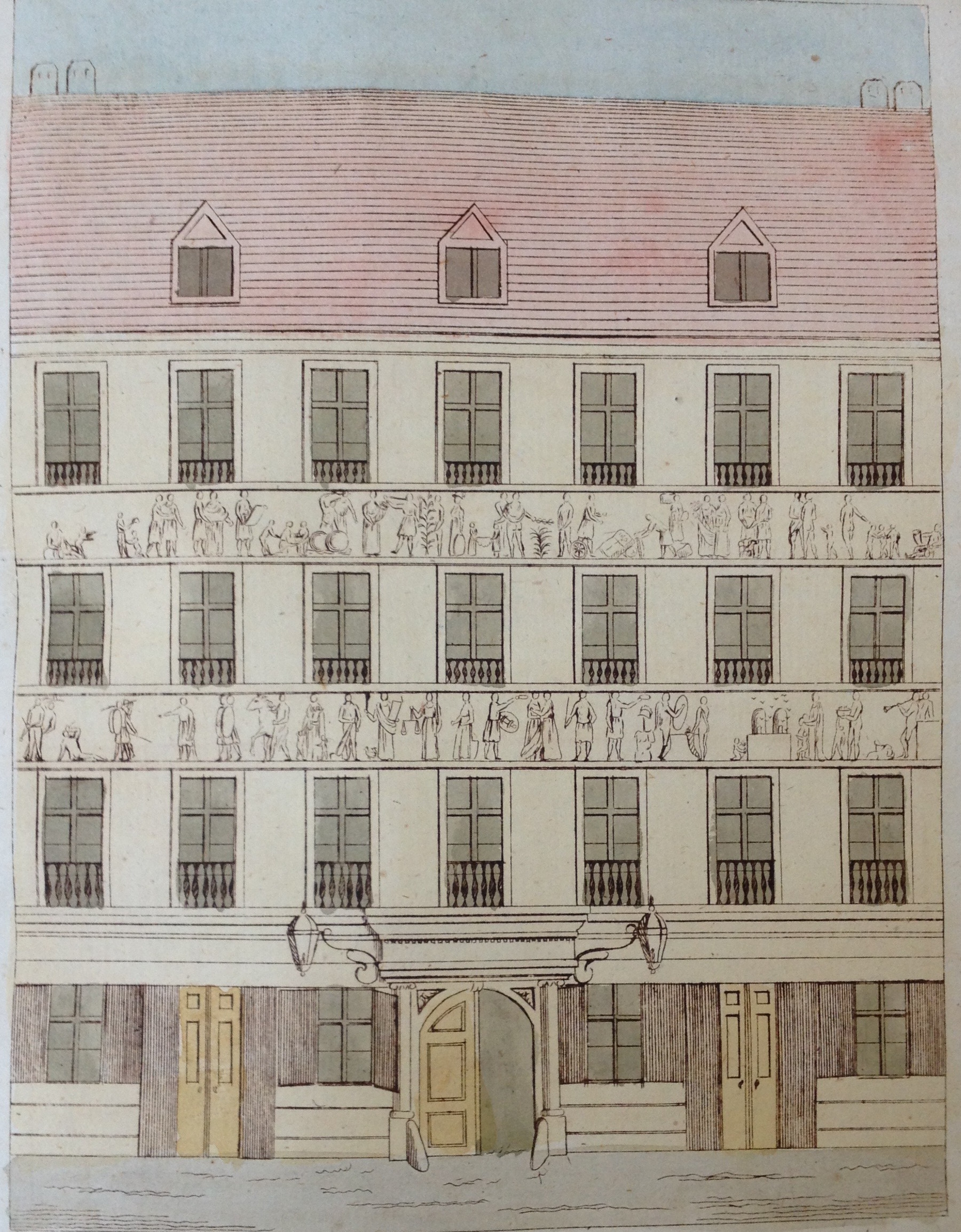
„Das schöne Haus des Herrn Hiltl“, so beginnt ein kleiner Eintrag im „Münchner eleganten Sonntagsblatt“ in der Ausgabe vom 1. Januar 1809 in dem auch die Fassade zeichnerisch genau dargestellt ist.

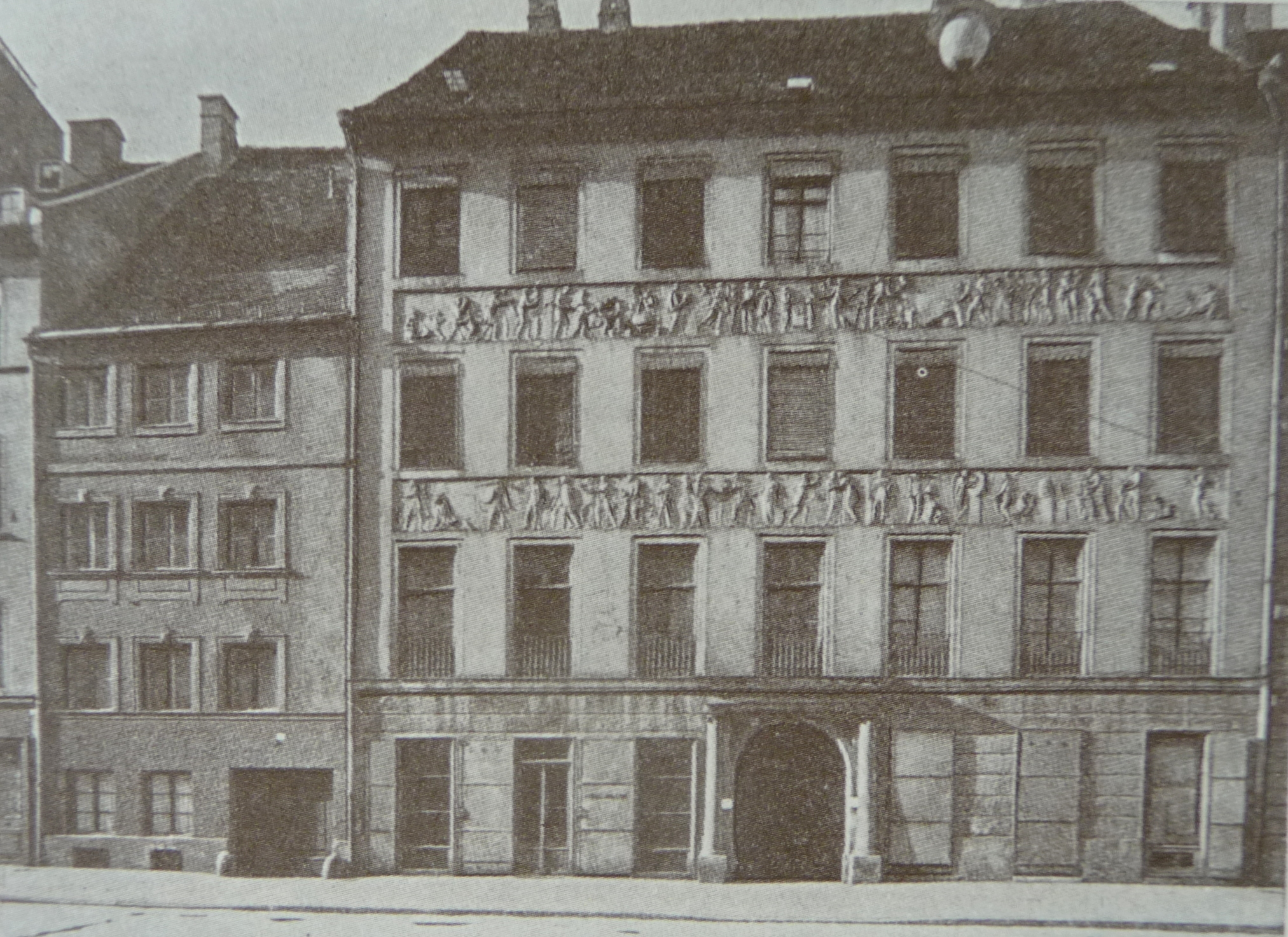
Die Postkarte zeigt die ehemalige Bebauung der Prannerstraße 4 in München. Es war Münchens erstes Bürgerhaus im Stil des Frühklassizismus und war mit Reliefs von Franz Jakob Schwanthaler geschmückt.

Das Hiltl-Haus war ein herausragendes Beispiel bürgerlichen Wohnens im Stil des Klassizismus in der Münchner Prannerstraße 4 (ehemals Prannerstraße 24). Es war das erste private Wohngebäude Münchens, das sich stilistisch radikal von der traditionellen Bauweise abwandte und die Architektur als Mittel politischer Selbstdarstellung benutzte. Architekt war Nikolaus Schedel von Greifenstein der zusammen mit Friedrich Ludwig von Sckell und Carl von Fischer ab 1809 als Vorstand der Münchner Stadtplanungskommission tätig war.
Der führende Münchner Bildhauer Franz Jakob Schwanthaler schmückte die Fassade 1808 mit zwei mächtigen über die gesamte Hausbreite laufenden Friesen. Die Flachreliefs erzeugten großes Aufsehen und fanden öffentliche Zustimmung. Sie glorifizierten die bayerische Armee unter der Führung Napoleons und die Aussicht auf einen dauerhaften gesicherten Frieden. Daneben wird Merkur, der Gott des Handels und Gewerbes hervorgehoben.

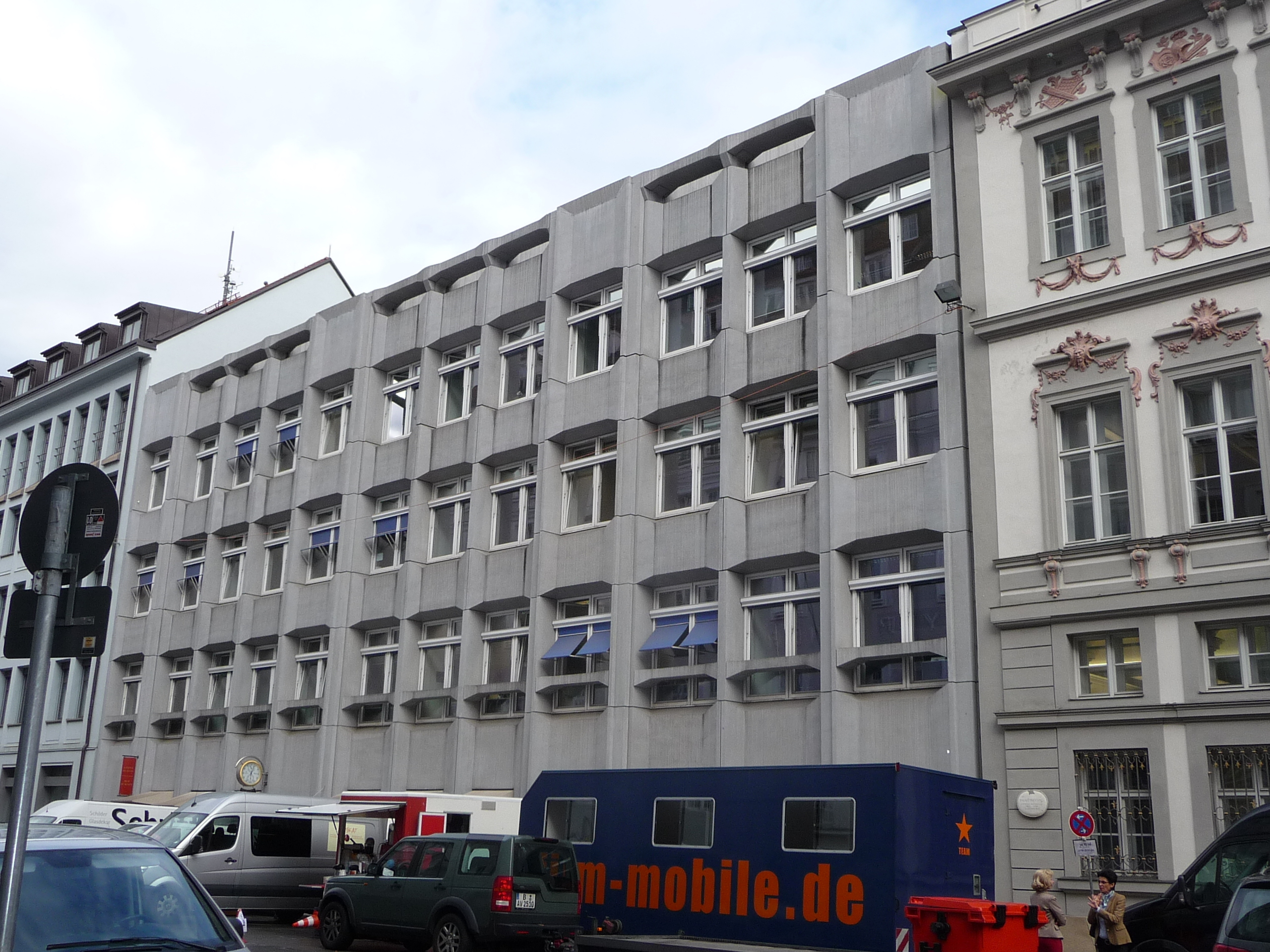
Nachfolgebau aus den 1970er Jahren (Prannerstraße 4).

## Geschichte

### Erste Besitzer
Die Bebauung der Prannerstraße lässt sich bis 1436 zurückverfolgen. Laut Häuserbuch der Stadt München zogen sich die Baukörper an der heutigen Prannerstraße 4 um einen sich weit in die Grundstückstiefe erstreckenden Lichthof stets bis zur Salvatorstraße 11 hin.
Erbauer und erster Besitzer war 1575 der Münchner Patrizier und Ratsherr Wolf Donnersberger, der den Besitz 1583 an seinen Sohn Kaspar vererbte. 1615 übernahm der kurfürstliche Hofkammerrat Wiguläus Widmann den Besitz und verkaufte ihn 1648 an den Reichsgrafen Franz Ferdinand von Haimhausen. Der Gebäudekomplex blieb in dessen Familie bis 1808.

### Johann Georg Hiltl: Unternehmer und innovativer Neugestalter
Johann Georg Hiltl wurde 1771 in München geboren. Nach seiner Schreinerlehre bildete er sich während seiner Wanderschaft im Ausland weiter, kehrte 1794 in seine Heimatstadt zurück und erwarb 1807 für 38.000 Gulden den Besitz Prannerstraße 4. Hier eröffnete er ein Möbelgeschäft, das erste seiner Art in München. Entgegen dem Zunftzwang fertigten 40 bis 50 Gesellen dafür Mobiliar, daneben wurden zugekaufte Möbel aus den führenden Metropolen Paris und London angeboten. Hiltl favorisierte den Stil des Frühklassizismus. Heute erzielen seine Erzeugnisse beachtliche Preise. Als Künstler und Kaufmann zählte er damals zu den „interessantesten Erscheinungen Münchens“. Sein hochwertiges Sortiment sorgte für einen illustren Besucher- und Kundenkreis, zu dem auch die königliche Familie zählte. Das florierende Unternehmen ermunterte Hiltl, die Fassade kostenintensiv neu zu gestalten. Mit den großen Reliefbändern von Franz Jakob Schwanthaler bewegte er sich auch hier auf der Höhe der Zeit.
Im Sommer 1813 wurde Hiltl auf Betreiben des allmächtigen Ministers Maximilian von Montgelas des Staatsverrats bezichtigt und fast ein Jahr lang inhaftiert. Der Grund dafür war Hiltls zunehmende Skepsis gegenüber der politischen Vorherrschaft Frankreichs und nach seiner Aussage Intrigen und Neid seiner Zeitgenossen. Obwohl das Oberappellationsgericht ihn mit Urteil vom 17. Juni 1814 freisprach, war der Konkurs seines ehemals florierenden Unternehmens unabwendbar. Hiltl kämpfte jahrzehntelang um eine Ausgleichszahlung als Wiedergutmachung.

### Weitere Besitzer
1810 erwarb der Bräuhauspächter Ferdinand Reitter den Baukomplex, der ihn drei Jahre später an seinen Sohn Johann übergab. 1823 erwarb ihn Joseph von Taufkirchen. Ab 1831 wechselte der Besitz dreimal hintereinander seine stets bürgerlichen Besitzer, bis er 1851 an Karl von Aretin, Reichsrat und königlicher Kämmerer, für 70.900 Gulden überging. Dieser verkaufte ihn 1872 an drei bürgerliche Kaufleute, 1908 übernahm ihn der bayerische Staat.

## Zerstörung im Zweiten Weltkrieg und Neubebauung
1944 wurde das Gebäude bei einem Luftangriff schwer geschädigt. Nach Kriegsende wurde Reste der Fassade abgetragen. In den 1970er Jahren wurde das Grundstück mit einem „modernen Neubau“ der Bayerischen Vereinsbank versehen.

## Erneute Neubebauung
2011 gelangte die Prannerstraße 4 zusammen mit dem daneben liegenden Palais Neuhaus-Preysing (Prannerstraße 2), dem Gebäude der ehemaligen Bayerischen Staatsbank (Kardinal-Faulhaber-Straße 1) und einem Bürogebäude am Salvatorplatz 3 und der daneben liegenden Salvator-Parkgarage in den Besitz der Bayerischen Hausbau innerhalb der Schörghuber Unternehmensgruppe.
Am 9. Oktober 2014 fand eine öffentliche Anhörung statt, um im Rahmen eines geplanten Großprojekts auch über den Abriss der Prannerstraße 4 und die dort geplanten Luxuswohnungen zu diskutieren. Am 24. Oktober 2014 forderten die Altstadtfreunde München in einem offenen Brief die Rekonstruktion der historischen Fassade, weil der bisherige Bau verdeutliche, „wie wichtig an geeigneter Stelle die gelungene Rekonstruktion historischer Fassaden für unsere Stadt sein kann und wie dramatisch sich architektonische Fehlgriffe gerade in der Altstadt auswirken.“ Am 24. März 2015 stellte die Bayerische Hausbau den Siegerentwurf des Architekturwettbewerbs vor. Nach einem Entwurf der Architekten Diener & Diener (Basel/Berlin) entstehen nun Eigentumswohnungen mit insgesamt 8000 Quadratmetern hinter einer Kunststeinfassade, die von der Jury als „würdevoll und stilsicher“ empfunden wurde. „Das Gebäude wird sich zu 100 Prozent ins Stadtbild einfügen“, so Generalkonservator Mathias Pfeil vom Landesamt für Denkmalpflege. Im Erdgeschoss der Anlage werden Läden, Büros und eventuell ein Café entstehen. Damit könne der Neubau „ein bisschen mehr Belebung“ in das „eher ruhige Kreuzviertel“ bringen.
Ob Franz Jakob Schwanthalers Reliefbänder der ursprünglichen Fassade erhalten sind, ist ungeklärt.